# جون وود (سائق سباق)
جون وود (بالإنجليزية: Jon Wood)‏ هو سائق سباق أمريكي، ولد في 25 أكتوبر 1981 في ستيوارت في الولايات المتحدة.